# یواس‌ان‌اس زئوس (تی-ای‌آرسی-۷)
یواس‌ان‌اس زئوس (تی-ای‌آرسی-۷) (به انگلیسی: USNS Zeus (T-ARC-7)) یک کشتی است که طول آن ۵۱۳ فوت ۶ اینچ (۱۵۶٫۵۱ متر) می‌باشد. این کشتی در سال ۱۹۸۲ ساخته شد.